# Racomitrium hespericum
Racomitrium hespericum là một loài Rêu trong họ Grimmiaceae. Loài này được Sérgio, J. Muñoz & Ochyra mô tả khoa học đầu tiên năm 1995.